# Лубаантун
Лубаанту́н (Lubaantún) — археологический памятник, бывший город цивилизации майя на территории современного Белиза. Находится в округе Толедо, примерно в 30 км к северо-западу от окружного центра, города Пунта-Горда, и примерно в 3,5 км от деревни Сан-Педро-Колумбия. Расположен на высоте 18 м над уровнем моря. Отличительной особенностью является большое количество миниатюрных керамических находок, найденных в Лубаантуне.
Город относится к классическому периоду майя, расцвет которого пришёлся на период с 730 по 890 год н. э. Вероятно, Лубаантун был покинут уже вскоре после этого. Архитектура несколько отличается от типичных классических майяских построек на центральных низменностях. Город построен преимущественно из крупных каменных блоков, сложенных методом сухой кладки. Центральная часть города расположена на большой искусственно приподнятой платформе между двумя реками, что хорошо подходило для обороны. Древнее название города неизвестно; современное название Лубаантун можно перевести как «место упавших камней».

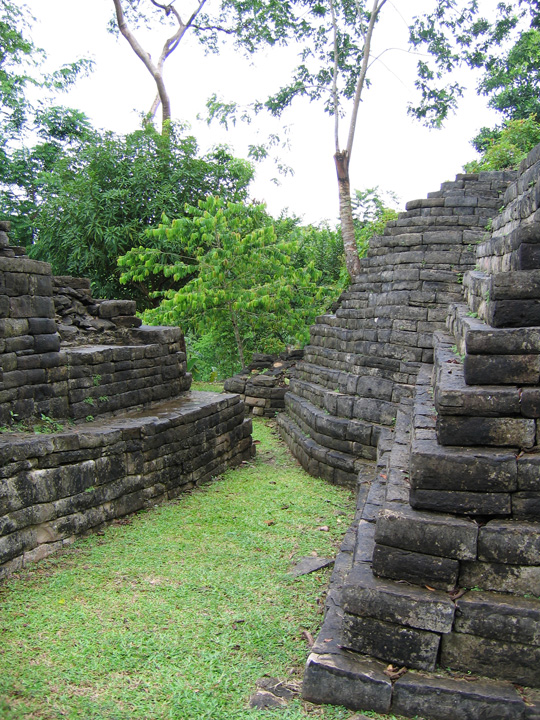
Основания храмовых платформ в Лубаантуне